# Germarostes rugiceps
Germarostes rugiceps är en skalbaggsart som beskrevs av Ernst Friedrich Germar 1843. Germarostes rugiceps ingår i släktet Germarostes och familjen Hybosoridae. Inga underarter finns listade i Catalogue of Life.